# Championnats du monde de ski alpin 2019 - Descente femmes
Navigation
Édition précédente Édition suivante
La Descente femmes des Championnats du monde de ski alpin 2019 a lieu le 10 février. Sur un parcours au départ abaissé, Ilka Štuhec conserve le titre qu'elle avait remporté en 2017. Elle s'impose devant Corinne Suter qui remporte une deuxième médaille dans ces Mondiaux après le bronze en Super G, et Lindsey Vonn pour le dernier départ de sa carrière. L'Américaine quitte ainsi le ski de compétition sur une huitième médaille aux championnats du monde.  

## Résultats[2]
Le départ abaissé sur la piste Strecke est donné à 12 h 30
| Rang               | Dossard | Nom                   | Pays          | Temps        | Écart    |
| ------------------ | ------- | --------------------- | ------------- | ------------ | -------- |
| Médaille d'or      | 9       | Ilka Štuhec           | Slovénie      | 1 min 1 s 74 |          |
| Médaille d'argent  | 19      | Corinne Suter         | Suisse        | 1 min 1 s 97 | + 0 s 23 |
| Médaille de bronze | 3       | Lindsey Vonn          | États-Unis    | 1 min 2 s 23 | + 0 s 49 |
| 4                  | 7       | Stephanie Venier      | Autriche      | 1 min 2 s 27 | + 0 s 53 |
| 5                  | 6       | Ragnhild Mowinckel    | Norvège       | 1 min 2 s 33 | + 0 s 59 |
| 6                  | 8       | Nicol Delago          | Italie        | 1 min 2 s 36 | + 0 s 62 |
| 7                  | 13      | Ramona Siebenhofer    | Autriche      | 1 min 2 s 38 | + 0 s 64 |
| 8                  | 18      | Lara Gut-Behrami      | Suisse        | 1 min 2 s 52 | + 0 s 78 |
| 9                  | 15      | Nicole Schmidhofer    | Autriche      | 1 min 2 s 55 | + 0 s 81 |
| 9                  | 10      | Tamara Tippler        | Autriche      | 1 min 2 s 55 | + 0 s 81 |
| 11                 | 1       | Viktoria Rebensburg   | Allemagne     | 1 min 2 s 56 | + 0 s 82 |
| 12                 | 12      | Michaela Wenig        | Allemagne     | 1 min 2 s 64 | + 0 s 90 |
| 13                 | 11      | Kira Weidle           | Allemagne     | 1 min 2 s 68 | + 0 s 94 |
| 14                 | 4       | Nadia Fanchini        | Italie        | 1 min 2 s 74 | + 1 s 00 |
| 15                 | 5       | Sofia Goggia          | Italie        | 1 min 2 s 76 | + 1 s 02 |
| 16                 | 14      | Joana Hählen          | Suisse        | 1 min 2 s 90 | + 1 s 16 |
| 17                 | 20      | Ester Ledecká         | Tchéquie      | 1 min 2 s 91 | + 1 s 17 |
| 18                 | 17      | Tina Weirather        | Liechtenstein | 1 min 3 s 00 | + 1 s 26 |
| 19                 | 29      | Kajsa Vickhoff Lie    | Norvège       | 1 min 3 s 08 | + 1 s 34 |
| 20                 | 16      | Romane Miradoli       | France        | 1 min 3 s 10 | + 1 s 36 |
| 20                 | 2       | Jasmine Flury         | Suisse        | 1 min 3 s 10 | + 1 s 36 |
| 22                 | 21      | Alice Merryweather    | États-Unis    | 1 min 3 s 26 | + 1 s 36 |
| 23                 | 27      | Meike Pfister         | Allemagne     | 1 min 3 s 30 | + 1 s 56 |
| 24                 | 25      | Lin Ivarsson          | Suède         | 1 min 3 s 40 | + 1 s 66 |
| 25                 | 24      | Lisa Hörnblad         | Suède         | 1 min 3 s 60 | + 1 s 86 |
| 26                 | 23      | Tiffany Gauthier      | France        | 1 min 3 s 64 | + 1 s 90 |
| 27                 | 28      | Alexandra Coletti     | Monaco        | 1 min 3 s 65 | + 1 s 91 |
| 28                 | 30      | Roni Remme            | Canada        | 1 min 3 s 83 | + 2 s 09 |
| 29                 | 26      | Francesca Marsaglia   | Italie        | 1 min 3 s 87 | + 2 s 13 |
| 30                 | 33      | Greta Small           | Australie     | 1 min 3 s 96 | + 2 s 22 |
| 31                 | 32      | Iulija Pleshkova      | Russie        | 1 min 3 s 97 | + 2 s 23 |
| 32                 | 22      | Marie-Michèle Gagnon  | Canada        | 1 min 4 s 06 | + 2 s 32 |
| 33                 | 34      | Maruša Ferk           | Slovénie      | 1 min 4 s 09 | + 2 s 35 |
| 34                 | 36      | Ida Dannewitz         | Suède         | 1 min 4 s 28 | + 2 s 54 |
| 35                 | 35      | Helena Rapaport       | Suède         | 1 min 4 s 71 | + 2 s 97 |
| 36                 | 31      | Aleksandra Prokopyeva | Russie        | 1 min 4 s 73 | + 2 s 99 |
| 37                 | 37      | Ania Monica Caill     | Roumanie      | 1 min 5 s 53 | + 3 s 79 |